# كابونييه

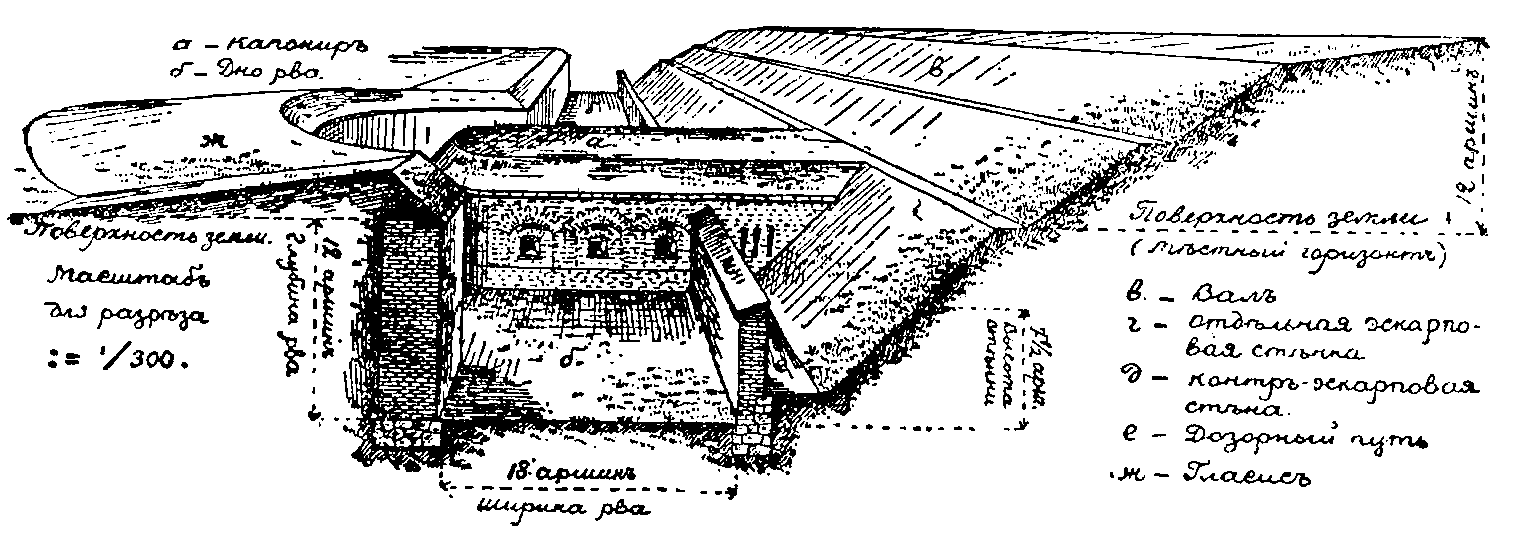
كابونييه

الكابوني هو نوع من البنية الدفاعية في التحصينات. يمكن الاطلاق منه لتغطية الخندق خلف الحائط الساتر لردع أي محاولة لاقتحام الجدار. أصل التسمية من الكلمة الفرنسية caponnière ، وتعني "قن الدجاج" ( الكابون هو ذكر دجاج مخصي  ).

## روابط خارجية
- امهيرست فورت - كنت
- قلعة فلاديفوستوك
- قلعة سانت جوليا دي راميس